# Grundbach (Grundwiesenbach)
Der Grundbach ist der knapp zwei Kilometer lange, rechte und östliche Quellbach des Grundwiesenbaches auf dem Gebiet der Gemeinde Schonungen im unterfränkischen Landkreis Schweinfurt.

## Geographie

### Verlauf
Der Grundbach entspringt im Hesselbacher Waldland, das auch Schweinfurter Rhön genannt wird, auf einer Höhe von 367 m ü. NHN einer intermittierenden Quelle südöstlich des Schonungener Ortsteils Waldsachsen am Rande des Heckenschlagwaldes.
Der Bach fließt zunächst nordwestwärts durch die Felder der Flur Schechberg und wird dann gut einen halben Kilometer später auf seiner linken Seite von einem ebenfalls zeitweise trockenfallenden Graben gespeist.
Der Grundbach quert nun die Bundesstraße 303 und wird gleich darauf von rechts durch einen weiteren  Graben gestärkt.
Er läuft dann südlich des Friedhofweges durch den Südteil des Dorfes Waldsachsen, passiert den örtlichen Sportplatz und vereinigt sich schließlich westlich des Ortes auf einer Höhe von 313 m ü. NHN mit dem vom Süden kommenden Gründleinsgraben  zum Grundwiesenbach.

### Einzugsgebiet
Der bis in den Ortsbereich von Waldsachsen nur unbeständig fließende Grundbach entwässert ein etwa 2,5 km² großes Gebiet, das in naturräumlicher Betrachtung zum Unterraum Hesselbacher Waldland der Mainfränkischen Platten gehört. Unter teils aufliegendem Lösssediment stehen dort im Untergrund mosaikartig Schollen des Lettenkeupers (Erfurt-Formation) und des erdgeschichtlich nächstälteren Oberen Muschelkalks an, die durch ein von Nordwest nach Südost streichendes Störungssystem mit einigen Querstörungen zerrissen wurden. Das nur geringfügig in Höhenlagen am Rand bewaldete Gebiet wird im Offenlandbereich in großen Feldern ackerbaulich genutzt. Das Dorf Waldsachsen ist der einzige Siedlungsplatz darin.
Der höchste Punkt liegt an der Ostspitze des Einzugsgebietes nahe der sogenannten Hochstraße von Buch nach Waldsachsen auf über 400 m ü. NHN. Die im Norden konkurrierenden Nachbarbäche entwässern über den Wurmbach, dann den Abersfelder Mühlbach und die Steinach zuletzt südwestlich zum Main, die östlichen zuletzt südöstlich über die Wässernach, die im Süden laufen direkter zum allenfalls vier Kilometer südlich des Grundbachs fließenden Main.